# Luis Duggan
Luis Jorge Duggan Ham (Buenos Aires, 6 maart 1906 - 12 juni 1987) was een Argentijns polospeler.

## Biografie
Duggan nam deel aan de Olympische Zomerspelen van 1936 in Berlijn als lid van de Argentijnse nationale poloploeg. Hij en zijn ploeg behaalden de gouden medaille. De spelen van 1936 waren de laatste spelen waar polo op het programma stond.

## Belangrijkste resultaten

### Olympische Zomerspelen
| Jaar | Plaats  | Discipline | Resultaat |
| ---- | ------- | ---------- | --------- |
| 1936 | Berlijn | polo       | Goud      |

1900: Beresford, Daly, Keene, Mackey, Rawlinson ·
1908: C. Miller, G. Miller, Nickalls, Wilson ·
1920: Barrett, Lockett, Melvill, Wodehouse ·
1924: Kenny, Miles, Naylor, Nelson, Padilla
1936: Andrada, Cavanagh, Duggan, Gazzotti